# St. Lewis
St. Lewis  (früherer Name: Fox Harbour) ist eine Gemeinde (Town) in der kanadischen Provinz Neufundland und Labrador.

## Lage
Die Gemeinde befindet sich an der südöstlichen Labradorküste. Die Siedlung liegt an der Nordküste des St. Lewis Sound. Sie ist die östlichste permanente Siedlung auf dem nordamerikanischen Festland.
St. Lewis besitzt einen kleinen Flugplatz (IATA: YFX). Die 30 km lange Route 513 verbindet St. Lewis mit dem Trans-Labrador Highway.

## Geschichte
Der Fischerort existiert seit Anfang des 18. Jahrhunderts. Zwischen 1954 und 1961 wurde im Rahmen der Distant Early Warning Line die Radarstation Fox Harbour Air Station bei St. Lewis betrieben. Die Radaranlage wurde im Anschluss noch von der kanadischen Küstenwache bis 2010 weitergenutzt.

## Einwohnerzahl
Beim Zensus im Jahr 2016 hatte die Gemeinde eine Einwohnerzahl von 194. Fünf Jahre zuvor waren es noch 207. Somit nahm die Bevölkerung in den letzten Jahren ab.